# Clethrogyna deserticola
Clethrogyna deserticola är en fjärilsart som beskrevs av Powell 1916. Clethrogyna deserticola ingår i släktet Clethrogyna och familjen tofsspinnare. Inga underarter finns listade i Catalogue of Life.